# How Deep Is Your Love (canción de Bee Gees)
«How Deep Is Your Love» (en español: «Cuán profundo es tu amor») es una canción grabada por los Bee Gees en 1977. Originalmente escrita por Barry Gibb, coescrita por Robin Gibb y Maurice Gibb, fue finalmente usada como parte de la banda sonora de la película Saturday night fever. Fue número 2 en las listas del Reino Unido. En los Estados Unidos alcanzó el número 1 Billboard Hot 100 el 25 de diciembre de 1977 y se mantuvo en el Top 10 durante un tiempo récord de 17 semanas.
La canción es considerada la obra maestra de la banda y fue puesta en el lugar número 366 en la lista de 500 mejores canciones de todos los tiempos de la revista Rolling Stone. Junto con «Stayin' Alive», es uno de los dos temas que esta agrupación tiene en la lista.

## Versiones de otros artistas
Muchos artistas han hecho versiones de "How deep is your love", como el cantante Luther Vandross, la actriz Lea Michele, la banda Take That, la banda Air Supply o el guitarrista de Red Hot Chili Peppers John Frusciante. En 2007, el dúo The Bird and the Bee realizó su versión para el EP titulado "Please Clap Your Hands". Se destaca la versión de Take That, incluida en su álbum Greatest hits de 1996, que permaneció en la primera posición de la lista de sencillos del Reino Unido durante tres semanas. En 1997, en versión salsa, lo hizo el cantante colombiano Gustavo Rodríguez con el título Qué Grande Es Tu Amor, y al año siguiente, entró en el repertorio del álbum Apuesto Todo.

## Problemas legales
En 1983, los Bee Gees fueron demandados por el compositor del musical Chicago, Ronald Selle, quien reclamó a los hermanos Gibb haber infringido la ley de derechos de reproducción (copyright) de uno de sus éxitos, "Let it end", por reproducir notas y compases de ésta en el tema "How Deep Is Your Love". Ronald Selle había registrado su canción "Let it end" en noviembre de 1975, mientras que los Bee Gees comenzaron a componer "How Deep Is Your Love" en enero de 1977.
Según Arrand Parsons, profesor de música de la Northwestern University, quien intervino como opinión experta en el caso, los ocho primeros compases de cada canción coinciden en veinticuatro de treinta y cuatro notas en la composición del demandante y en veinticuatro de cuarenta notas en la composición de los acusados, siendo éstas idénticas tanto en el tono como en su posición simétrica. Además, de treinta y cinco impulsos rítmicos en la composición del demandante y cuarenta en la de los acusados, treinta son idénticos. En los últimos cuatro compases de ambas canciones, catorce notas en cada una son idénticas en tono y once de catorce impulsos rítmicos son idénticos.
En un principio, los Bee Gees perdieron el caso; un factor en la decisión del jurado fue el error que los miembros de Bee Gees cometieron a la hora de declarar su testimonio, de decir, a favor de la opinión experta contraria, que era imposible que las dos canciones hubiesen sido escritas independientemente. De todas formas, el veredicto fue revocado unos meses después.